# 菲勒蒙·扬
菲勒蒙·云吉·扬（法語：Philémon Yunji Yang；1947年6月14日—），喀麥隆政治人物。他於1975至1984年在政府工作。1984年至2004年任喀麦隆驻加拿大大使。2004年任总统府第一副秘书长，相当于部长级。2009年6月30日被总统保罗·比亚任命为政府总理。

## 生平
扬出生于喀麦隆西北省的Jiketem-Oku。他在雅温得大学攻读法律，1975年1月毕业后成为布埃亚（Buea）上诉法院的一名检察官。1975年6月30日被任命国土管理部副部长。1979年11月8日被任命为矿业和能源部部长。
1984年2月4日，他被任命为驻加拿大大使。他长达20年的大使经历，有10年的时间担任驻渥太华的外交使团长。他在渥太华期间与其他非洲国家的代表一起，致力于争取更多的外国援助，加拿大政府承诺在2000年减免债务。
2004年12月，他返回喀麦隆，担任总统府第一副秘书长。2009年6月30日保罗·比亚总统免去艾弗雷姆·伊诺尼的总理职务，任命扬为政府总理。
2024年3月，揚被指定为第79届联合国大会非洲主席候选人。
2024年6月7日，扬当选第79屆联合国大会主席，9月10日接任。